# نادي ليفربول (الأوروغواي)
نادي ليفربول لكرة القدم (بالإسبانية: Liverpool Fútbol Club)‏ هو فريق كرة قدم من مدينة مونتفيدو في الأوروغواي، أُسس بتاريخ 1915، يلعب في الدوري الأوروغواياني لكرة القدم

## وصلات خارجية
- صفحة بيانات نادي ليفربول على موقع كووورة، تاريخ الوصول: 24 سبتمبر 2018.
- الموقع الرسمي